# タラン・バトラー
タラン・バトラー（Taran Butler）はアメリカ合衆国のプロ実弾射撃競技者、銃器インストラクター。

## 来歴
カリフォルニアに産まれ、母の協力を得ながら射撃の訓練を積んだバトラーは、1994年地元ロサンゼルスのボウリングピン射撃大会で優勝したのをきっかけに競技者の道を歩み出した。銃はスタントマンのブルース・バーバーから借りたグロック24を使用し、バーバーの勧めもあって南西部ピストルリーグ（SWPL）への参加を決めた。1995年1月、カリフォルニア州ピルのSWPLで、グロック21を使用し118人中7位でフィニッシュした。その後も射撃の腕を磨いたバトラーは、14ヶ月後にはグロックユーザーとしては初めてUSPSAのグランドマスターにまで登り詰めた。
バトラーは2011年、ヒストリーチャンネルのリアリティ番組『射撃王』において、シーズン2とシーズン3に銃器トレーナーとして登場した。射撃専門テレビ『シューティングUSA』のコーナー『インポッシブルショット』にも出演している。同じく2011年、銃器のトレーニングだけでなく銃のカスタムモデルやカスタムパーツの企画・販売まで行うタラン・タクティカル・イノベーションズを設立した。
一方でテクニカルアドバイザーとして、マイケル・マン監督の『パブリック・エネミーズ』や、チャド・スタエルスキ監督の『ジョン・ウィック:チャプター2』、『ジョン・ウィック:パラベラム』、ライアン・クーグラー監督の『ブラックパンサー』にクレジットされている。プロレスラーのストーン・コールド・スティーブ・オースチンや、映画監督のジェームズ・キャメロン、俳優のジョニー・デップ、キアヌ・リーブスらはバトラーの射撃仲間である。
2020年2月、バトラーは元従業員の女性ジェイド・ストラックからセクシャルハラスメントで告発された。ストラックは、バトラーが複数回に渡り18歳未満を含む女性従業員を交え不適切なビデオを録画したと主張した。これに対しバトラーは、ビデオはすべて関係者同意の下、台本に沿って制作された旨の声明を発表した。しかしストラックは、自分及び他の女性従業員はいずれもビデオの出演には同意していないとして、バトラーの反論を否定した。

## 実績
2012年時点での射撃競技キャリアにおける主な戦績を挙げる。
- 南西部ピストルリーグ（SWPL） - チャンピオン（23回）
- SWPL - 第19代（現）コンバットマスター
- カリフォルニア州・3ガン - 総合優勝（10回）[注釈 2]
- USPSA（英語版）・マルチガン選手権（英語版） - チャンピオン（5回）[注釈 3]
- USPSA・マルチガン選手権 - 史上初の三冠制覇
- ロッキーマウンテン・3ガン - チャンピオン（3回）
- フォート・ベニング・マルチガン - 優勝（5回）
- SMM3G（Superstition Mountain Mystery 3-Gun） - チャンピオン（11回）
- IDPA（英語版） - ナショナルチャンピオン（2回）